# سیارک ۳۰۲۱
سیارک ۳۰۲۱ (به انگلیسی: 3021 Lucubratio، نامگذاری:1967CB) سه هزار و بیست و یکمین سیارک کشف شده‌است که در ۶ فوریه ۱۹۶۷ کشف شد.
قدر مطلق سیارک برابر ۱۱٫۹۰ است.